# Luis Coloma
Luis Coloma, född 9 januari 1851, död 10 juni 1915, var en spansk författare och jesuit.
Coloma angav sig själv vara elev till Fernán Caballero. Efter några mindre satiriska berättelser blev Coloma berömd genom Pequeñeces (1891, svensk översättning Bagateller, 1894), en våldsam satir på den högsta spanska societeten.